# Atlantoraja platana
Atlantoraja platana là loài cá đuối thuộc họ Rajidae. Chúng sống trên bờ biển Brazil, Uruguay và Argentina ở độ sâu từ 19 tới 181 mét. Chiều dài tối đa của loài này có thể lên tới 60 xentimét. Cá đực thành thục khi chúng đạt tới 86% chiều dài tối đa, tức là từ 47 tới 53 xentimét. Cá cái thành thục khi chúng kích thước của chúng đạt 94% kích thước tối đa, tức 45 tới 50 xentimét. Atlantoraja platana là loài đẻ trứng, trứng chúng có hình nang, thuôn dài với các góc nhọn. Ăn các loài cá nhỏ, tôm he các loài giáp xác và chân đầu. Loài Atlantoraja platana đang trong tình trạng tương đối hiếm với số lượng có chiều hướng giảm dần, nguyên nhân chủ yếu là do bị đánh bắt, mặc dù đa phần là bởi sản lượng không mong muốn.